# كوبرا (مسلسل)
كوبرا هو مسلسل مصري عرض في شهر رمضان عام 1445 هـ (11 مارس 2024م)، على منصة شاهد، تدور أحداث المسلسل في إطار الدراما الشعبية، حيث صاحب ورشة لإصلاح السيارات، يواجه الكثير من العقبات في حياته، ويتعرض لمواقف غريبة، تضعه في صراع بين الخير والشر.

## قصة المسلسل
تدور أحداث مسلسل "كوبرا"  تتلّخص قصة مسلسل كوبرا في أحداثٍ دراميّة واجتماعية ممتعة، لا تخلو من التشويق والإثارة. إذ تدور أحداث العمل في طابعٍ شعبي حول (ابن البلد) الذي يجسد دوره الفنان محمد إمام والتحدّيات التي تواجهه في حياته. كما يسرد المسلسل وقوع البطل في الأخطاء والعقبات نتيجةً لظروفه الصعبة، لكنه يحاول من جديد التماسك والنهوض للدّفاع عن مبادئه الصحيحة.

## طاقم التمثيل
- محمد إمام
- احمد بحر (كزبرة)
- منة فضالي
- أوس أوس
- علاء مرسي
- محمود عبد المغني
- محمود البزاوي
- أحمد فتحي
- مجدي كامل
- هشام إسماعيل
- دنيا ماهر
- محمد ثروت
- ألحان المهدي
- مريم الجندي
- تسنيم مطر
- أحمد عبد الحميد
- أيمن عزب

## فريق العمل
- إنتاج: حسن عسيري، شركة الصدف للإنتاج الصوتي والمرئي
- تأليف: أحمد محمود أبو زيد
- إخراج: أحمد شفيق

## روابط خارجية
- كوبرا على موقع قاعدة بيانات الأفلام العربية